# 奥斯汀·克罗希尔
奥斯汀·内森·克罗希尔（英語：Austin Nathan Croshere，1975年5月1日—），美国NBA联盟职业篮球运动员。他在1997年的NBA选秀中第1轮第12顺位被印第安纳步行者选中。